# Narrateur non fiable

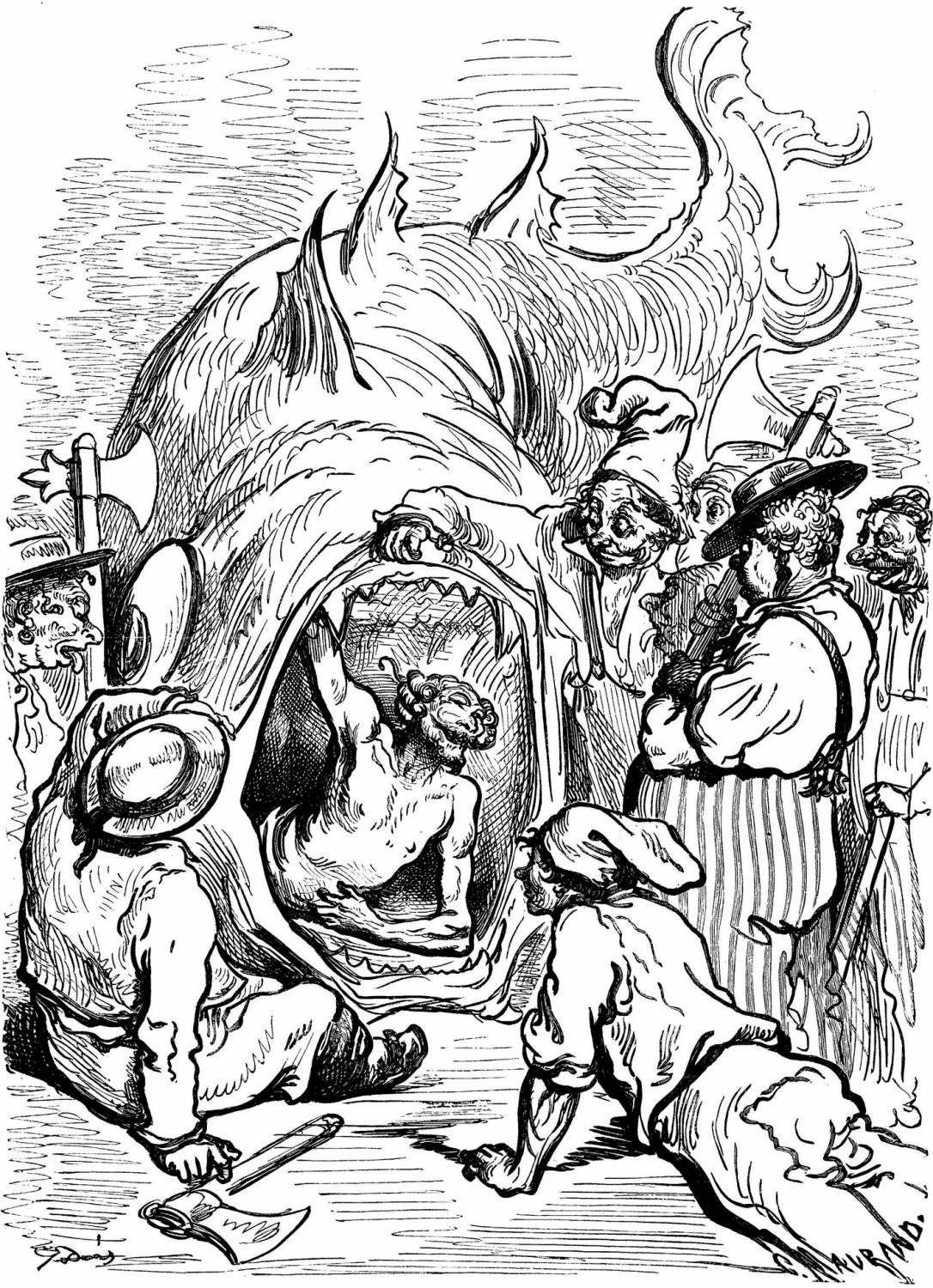
Illustration par Gustave Doré du Baron de Münchhausen, exemple de narrateur non fiable.

Le narrateur non fiable est un narrateur, en littérature, au cinéma ou au théâtre, dont la crédibilité est compromise. Le terme aurait été utilisé en 1961 par Wayne Booth dans The Rhetoric of Fiction,. Les narrateurs non fiables sont normalement présents dans des récits à la première personne, mais il en existe aussi dans les récits à la deuxième personne et à la troisième personne, notamment dans le contexte des films et de la télévision.
Il n'est appliqué qu'aux histoires combinant deux critères :
1. on a des raisons objectives de ne plus pouvoir se fier aveuglément au narrateur ;
2. cela joue un rôle déterminant dans la lecture et les interprétations de l'œuvre.

Avec un narrateur non fiable, le lecteur se retrouve face à l'histoire comme si elle lui était racontée par un inconnu dans le monde réel, et il est obligé de garder la même prudence ou suspicion face au dispositif narratif que face à tout ce qu'il lit ou entend au quotidien : il en résulte une lecture rendue plus active par le maintien d'un certain scepticisme de la part du lecteur ; les œuvres de ce type relèvent souvent du courant moderniste ou postmoderniste.

## Exemples

### Littérature
- Dans le roman Les Vestiges du jour, de Kazuo Ishiguro, le majordome James Stevens est considéré par David Lodge, dans L'Art de la fiction, comme le plus parfait exemple de narrateur non fiable.

- Dans le roman American Psycho de Bret Easton Ellis, le narrateur est ou prétend être un psychopathe tueur en série ; le lecteur ne peut être certain qu'un tel individu ne dise que la vérité ou toute la vérité, ni même que son récit ne soit pas un fantasme à la manière des écrits de Sade : l'œuvre a donc un narrateur non fiable.
- Dans le roman La Clef (alias La Confession impudique) de Jun'ichirō Tanizaki, le texte est entièrement composé d'extraits alternés des journaux intimes d'un mari et de sa femme ; ces derniers ont diverses raisons d'y mentir (d'autant que chacun soupçonne l'autre de lire en cachette son journal) et les deux récits parallèles se contredisent parfois : l'œuvre a donc deux narrateurs non fiables.
- Le roman Le Maître du Jugement dernier de Leo Perutz se présente comme le récit par un noble autrichien, le baron von Yosh, du suicide apparent d'un de ses proches, l'acteur Eugen Bischoff, et de son enquête pour démasquer son meurtrier. La postface, rédigée par l'éditeur lors de la publication du récit du baron, des années après la mort de ce dernier, nous apprend que le baron a été reconnu coupable d'avoir poussé au suicide Bischoff par rivalité amoureuse, et chassé de l'armée par un jury d'honneur. Toute l'enquête est une invention du baron, tentant de nier sa responsabilité.
- Dans Le Meurtre de Roger Ackroyd, Agatha Christie pousse la technique à l’extrême en faisant du meurtrier le narrateur, tout en amenant le lecteur à ne jamais le soupçonner.
- Dans le roman Feu pâle, de Vladimir Nabokov (1962), le rôle du narrateur non fiable est tenu par Charles Kinbote.

### Cinéma
- Dans le film Rashōmon de Akira Kurosawa, un groupe de trois narrateurs racontent tour à tour un même décès selon trois versions contradictoires (accident, meurtre, suicide) ; au moins deux mentent ou se trompent, voire tous, mais les trois principaux segments du film ne nous ont montré qu'une représentation de leurs trois récits (et non pas ce qui s'est réellement passé) : l'œuvre a donc trois narrateurs non fiables.
- Dans le film Usual Suspects de Bryan Singer, un policier interroge un suspect évidemment susceptible de mentir ; en soi, cela ne suffirait pas à élever un personnage menteur au rang de narrateur non fiable, mais ici, l'essentiel du film est la visualisation du récit du suspect, ce qui a un impact direct sur presque tout ce que va voir le spectateur : que le suspect mente ou dise la vérité, l'œuvre a donc un narrateur non fiable.

Le résultat d'un narrateur non fiable, et le point commun aux œuvres qui en relèvent, c'est qu'il n'est généralement plus possible au lecteur même attentif de certifier « ce qui s'est réellement passé » : ce type d'œuvre engendre souvent des interprétations multiples concurrentes, plus ou moins étayées par des indices internes ou des raisonnements externes, ce qui en fait l'ambiguïté autant que la richesse.

### Jeux vidéo
- Dans le jeu vidéo Call of Duty: Black Ops le joueur incarne le soldat américain Alex Mason qui s'avère être un narrateur non fiable au cours de l'histoire.

## Sources
- (en) Cet article est partiellement ou en totalité issu de l’article de Wikipédia en anglais intitulé « unreliable narrator » (voir la liste des auteurs).

- Cet article est partiellement ou en totalité issu de l'article intitulé « Point de vue narratif » (voir la liste des auteurs).